# Racopilum africanum
Racopilum africanum là một loài rêu trong họ Racopilaceae. Loài này được Mitt. mô tả khoa học đầu tiên năm 1863.